# Wei Te-sheng

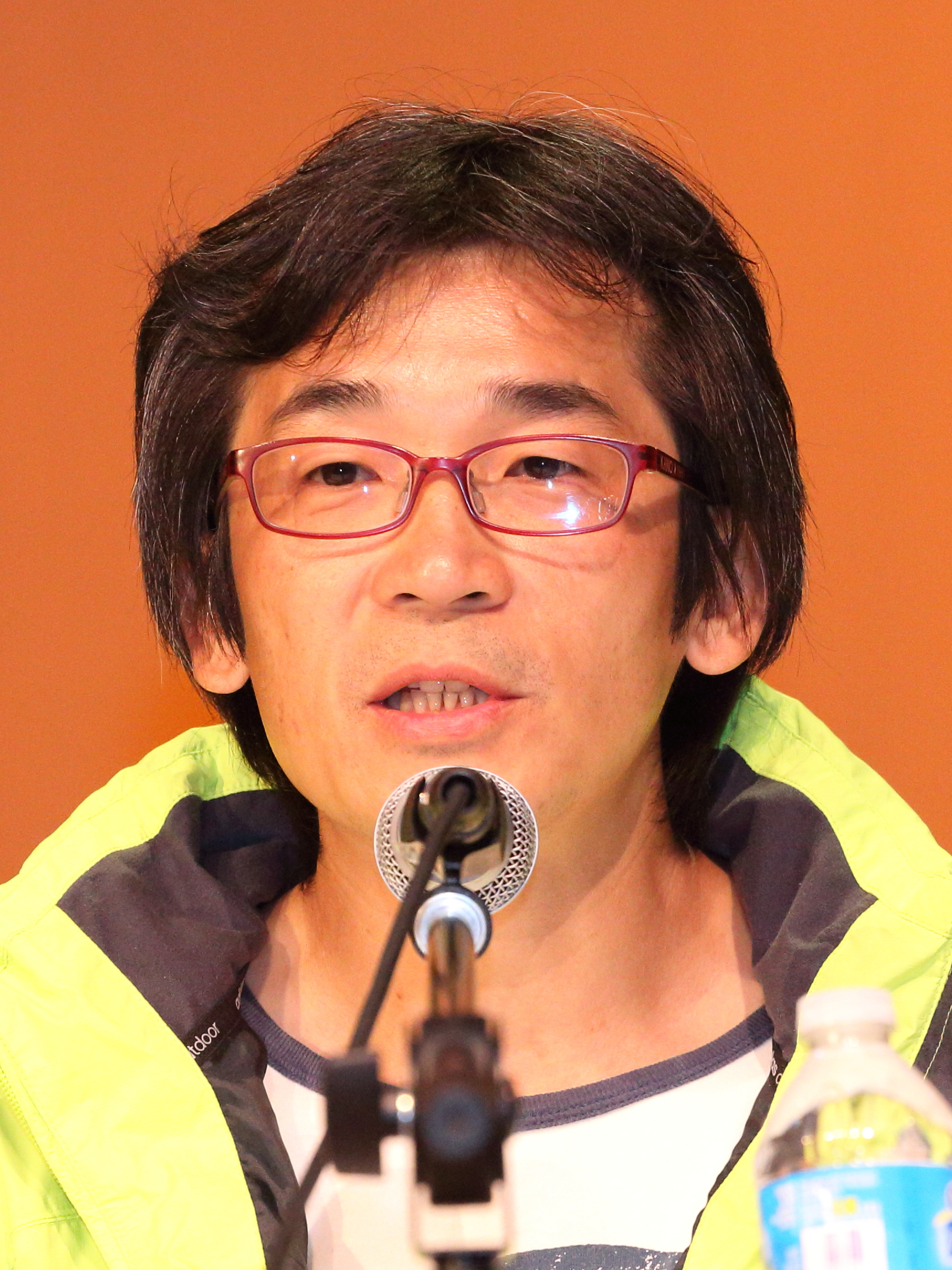
Wei Te-sheng (2015)

Wei Te-sheng (chinesisch: 魏德聖 Wèi Déshèng; taiwanisch: Gūi Tek-sèng; * 16. August 1969 in Yongkang) ist ein taiwanischer Regisseur und Drehbuchautor. Er ist besonders für die Filme Cape No. 7 (2008) und Warriors of the Rainbow - Seediq Bale (2011) bekannt.

## Leben
Wei Te-sheng wuchs in der südtaiwanischen Kleinstadt Yongkang, die heute zu Tainan gehört, auf. Seine Familie betrieb ein Uhrengeschäft. Eigenen Erzählungen zufolge sah er Filme in alten, kleinen Kinos und einem Freilufttheater in der Nähe seiner Gegend. Während er seinen Militärdienst leistete, sah er seinen ersten Hollywoodfilm, Sergio Leones Once Upon a Time in America. Wei ist verheiratet und hat einen Sohn.

## Laufbahn und Filme (Auswahl)
Wei studierte Elektrotechnik an der Far Eastern Vocational School (heute Far East University) in Tainan. Mit 26 Jahren begann er als Grip-Assistent im Studio des Regisseurs Edward Yang zu arbeiten. Später war er Regieassistent bei Yangs Film Mahjong (1996). Wei übernahm Gelegenheitsjobs, um eigene Kurzfilme zu finanzieren, so etwa Three Dialogues (1996) und Before Dawn (1997), die jeweils den taiwanischen Golden Harvest Award gewannen.
Im Jahr 1999 wurde sein Film About July mit einer Besonderen Erwähnung beim Alcan Dragons and Tigers Award for Young Cinema des Vancouver International Film Festivals ausgezeichnet. 2002 wirkte er als Regieassistent bei Chen Kuo-fus Film Double Vision – Fünf Höllen bis zur Unsterblichkeit mit, wo er auch mit dem Produzenten Jimmy Huang zusammenarbeitete.

### Cape No. 7
Im Juli 2004 las Wei die Geschichte eines Briefträgers in Yunlin der einen mit einer alten japanischen Anschrift adressierten Brief zustellte. Wei wurde hierdurch zum Film Cape No. 7 inspiriert. Das Skript war Ende 2006 fertig, gefilmt wurde 2007 auf der Hengchun-Halbinsel im Landkreis Pingtung. Die Produktionskosten überstiegen das Budget und Wei verschuldete sich hoch. Während der Dreharbeiten konnte er kaum das Material und die Unterkunft für die Crew bezahlen. Cape No. 7 erschien im August 2008 und wurde ein großer Erfolg. Es war der Film mit den zweithöchsten Einnahmen der taiwanischen Filmgeschichte. Er wurde zudem beim Golden Horse Film Festival als "Outstanding Taiwanese Film of the Year" und Wei als "Outstanding Taiwanese Film Maker of the Year" ausgezeichnet.

### Warriors of the Rainbow
Warriors of the Rainbow - Seediq Bale erschien 2011, doch Wei hatte sich schon geraume Zeit früher mit dem Stoff beschäftigt. In einem Interview erzählte er, dass die Idee zu dem Film in ihm entstand, als er im Jahr 1996 einen Protest taiwanischer Ureinwohner, die sich für die Rückgabe von Land einsetzten, miterlebte. Wei beschäftigte sich mit der Geschichte der Ureinwohner und beschloss, einen Film über den Sediq-Häuptling Mona Rudao und seinen Widerstand gegen die japanische Kolonialherrschaft zu drehen. Weil es an Mitteln fehlte, musste er das Projekt zunächst zurückstellen. Nach dem Erfolg von Cape No. 7 konnte sich Wei dem Vorhaben nach 2008 wieder widmen, doch der Taifun Morakot (2009), der das Set zerstörte, und neue finanzielle Engpässe beeinträchtigten die Arbeit. Im September 2011 konnte der Film schließlich sowohl im In- als auch im Ausland erscheinen. Er wurde beim Golden Horse Film Festival als "Bester Film" ausgezeichnet.

### 52Hz, I Love You
52Hz, I Love You ist ein Musicalfilm, der eine Reihe heiterer romantischer Geschichten zeigt, die sich am Valentinstag in der taiwanischen Hauptstadt Taipeh ereignen. Der Titel bezieht sich auf den 52-Hertz-Wal, der einsam ist, weil andere Wale seinen Gesang aufgrund ihrer ungewöhnlichen Frequenz nicht hören. Der Film erschien im Januar 2017 in Taiwan.